# Французская почта в Египте
Французская почта в Египте — сеть почтовых отделений Франции в Египте в XIX веке и начале XX века, предназначенных, прежде всего, для содействия коммерческим и торговым интересам, нуждавшимся в почтовой связи между Францией и населёнными пунктами на востоке.

## Развитие почты
В Египте работали четыре французских почтовых отделения (в Александрии, Каире, Порт-Саиде и Суэце), но только два (в Александрии и Порт-Саиде) остались после 1890 года и только для них эмитировались почтовые марки (о выпусках почтовых марок см. в следующем разделе).

### Александрия
Французское почтовое отделение в Александрии открылось 1 мая 1837 года (по сведениям «Энциклопедии истории почты», в 1830 году). В 1857—1876 годах использовались французские почтовые марки. В почтовом отделении с 1852 года применялся номерной точечный ромбический фигурный почтовый штемпель с номером «3704», обозначенным маленькими цифрами, а в 1863 году корреспонденцию стали гасить номерным штемпелем с номером «5080», составленным большими цифрами. Почтовое отделение было закрыто 31 марта 1931 года.

### Каир
Французская почтовая контора была открыта в Каире в ноябре 1865 года. В 1872 году она была преобразована в почтовое отделение. Для гашения почтовых отправлений использовался номерной точечный ромбический фигурный штемпель с составленным большими цифрами номером «5119». Почтовое отделение было закрыто в марте 1875 года.

### Порт-Саид
Отделение французской почты в Порт-Саиде было открыто в июне 1867 года. В 1867—1899 годах использовались французские почтовые марки. В почтовом отделении применялся номерной точечный ромбический фигурный штемпель с номером «5129». Почтовое отделение было закрыто 31 марта 1931 года.

### Суэц
Французская почтовая контора была открыта в Суэце в ноябре 1862 года. Применялся номерной точечный ромбический фигурный штемпель «5105» с цифрами большого размера. Почтовая контора прекратила работу в декабре 1888 года.

## Выпуски марок

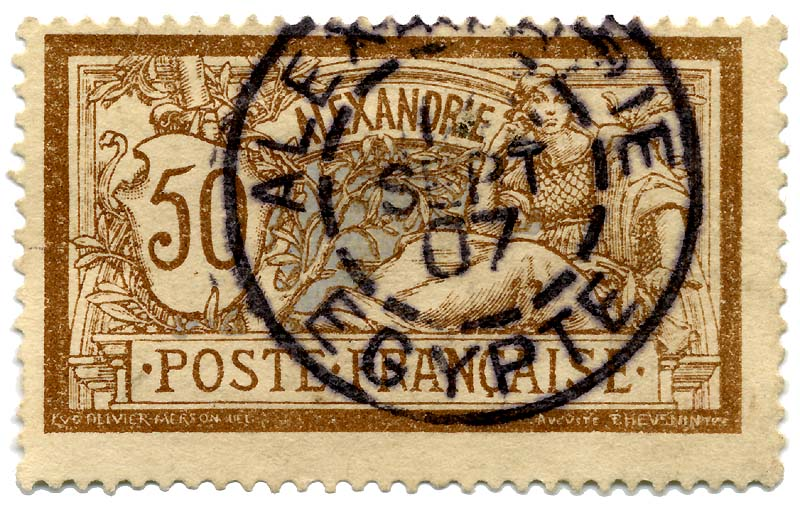
Марка с рисунком Тип Мерсон и номиналом в 50 сантимов для Александрии, выпущенная в 1902 году и погашенная в этом городе в 1907 году

Франция выпускала почтовые марки для каждого из двух почтовых отделений (в Александрии и Порт-Саиде), как правило, в одно то же время и с одними теми же общими характеристиками, с надписью или надпечаткой для первого почтового отделения слова фр. «ALEXANDRIE» («Александрия»), а для второго — «PORT-SAID» («Порт-Саид»).
Первый выпуск вышел в 1899 году; он представлял собой надпечатку названия почтового отделения (указанного выше) на находившихся на тот момент в обращении почтовых марках с рисунком типа Саж, в общей сложности 15 номиналов от одного сантима до пяти франков. Нехватка марок номинала в 25 сантимов в Порт-Саиде привела к появлению надпечатки нового номинала на 10-сантимовых марках: «PORT SAID / VINGT / CINQ» («Порт-Саид / двадцать / пять»). На нескольких из них были дополнительно сделана надпечатка числа «25» красного цвета.
Первыми почтовыми марками, на которых была сделана надпись с указанием данных почтовых отделений, стали французские почтовые марки образца 1900 года, дизайн которых был изменён с целью включения названий почтовых отделений. Почтовые марки 15 номиналов вышли в обращение в 1902 и 1903 году.

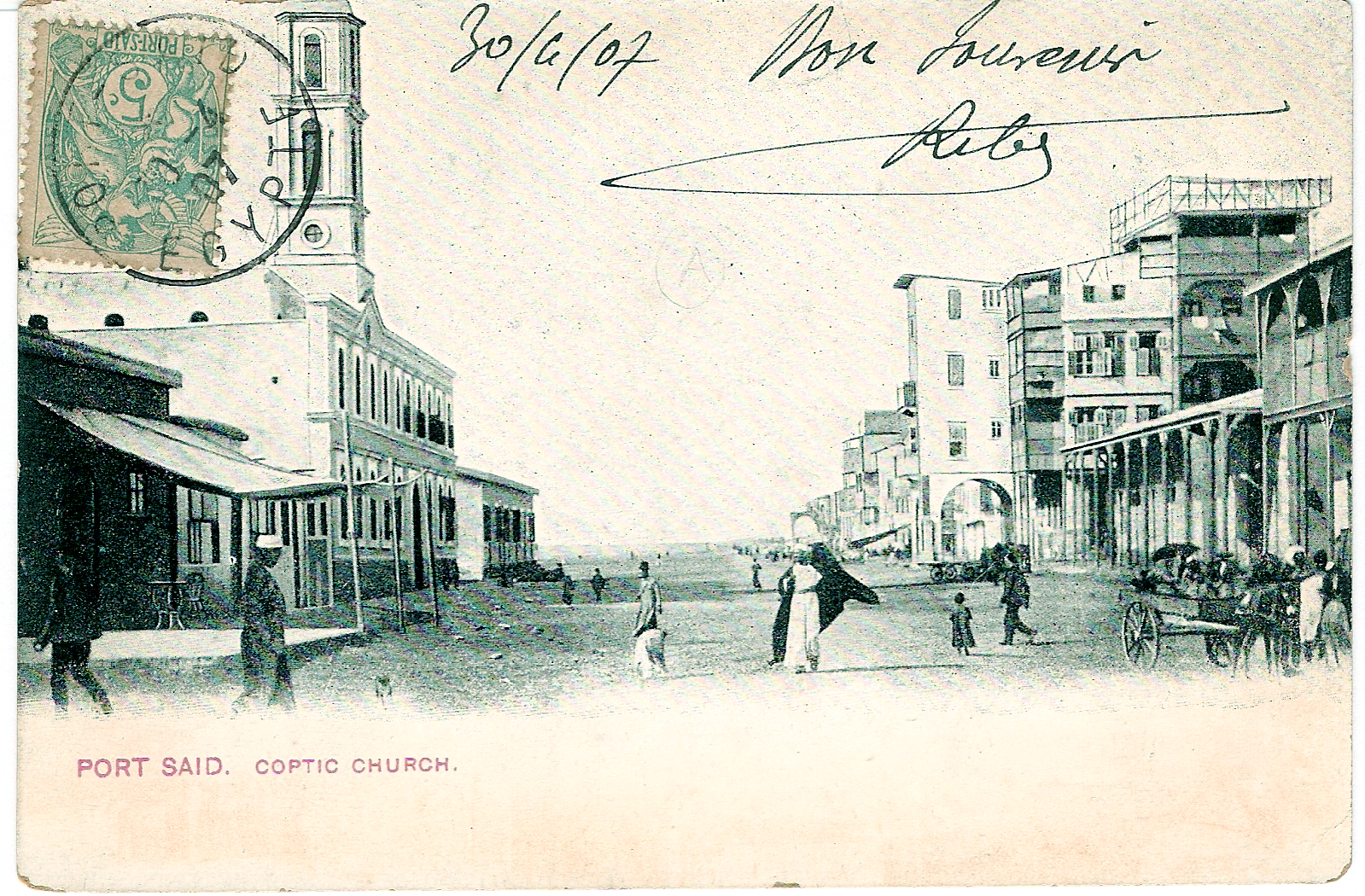
Открытка, отправленная из Порт-Саида во Францию в 1907 году и франкированная почтовой маркой, изданной для почтового отделения Порт-Саида

В 1919 году проблема снабжения, связанная с увеличением объема пересылаемой корреспонденции (в связи с девальвацией золотого франка), побудила администрацию использовать в Александрии почтовые марки Порт-Саида.

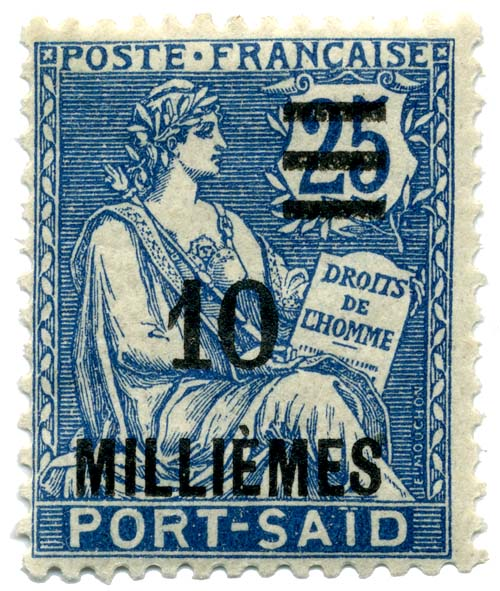
Надпечатка 10 мильемов на марке для Порт-Саида номиналом в 25 мильемов с решёткой, запечатавшей прежний номинал (1925)

В 1921 году на почтовых марках была сделана надпечатка нового номинала в египетской валюте, по курсу примерно 2,5 сантимов за мильем. Известны несколько типов надпечатки. В Александрии местные надпечатки выглядят как «4 Mill.» («4 Милл.») и т. д., в то время как в Порт-Саиде — «4 / Milliemes» («4 / мильема»), при этом цифра набрана типографским шрифтом «гротеск». Вскоре после этого в оба почтовых отделения поступили надпечатки, сделанные в Париже; текст надпечаток: «4 / MILLIEMES» («4 / мильема») и т. д. На новом выпуске надпечаток в 1925 году добавились чёрные полосы для запечатки номиналов во французской валюте.

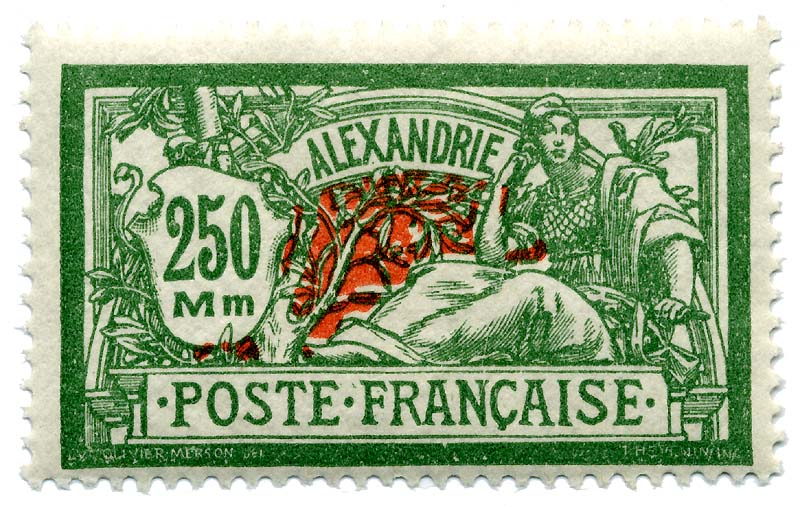
Марка с рисунком Тип Мерсон и номиналом в 250 мильемов для Александрии (1927)

В 1927 году и в 1928 году была выполнена перепечатка марок прежних рисунков, но с другими номиналами в мильемах, начиная от 3 м до 250 м.
В 1928—1930 годах в обоих почтовых отделениях использовался совместный выпуск доплатных марок.